# Crotalaria mysorensis
Crotalaria mysorensis là một loài thực vật có hoa trong họ Đậu. Loài này được Roth miêu tả khoa học đầu tiên.